# Sergey Litvinov
Pour les articles homonymes, voir Sergey Litvinov (1986) et Litvinov.
Sergey Nikolaevich Litvinov (en russe : Сергей Николаевич Литвинов), né le 23 janvier 1958 à Tsoukarov près de Krasnodar (URSS) et mort le 19 février 2018 à Sotchi (krai de Krasnodar, Russie), est un athlète soviétique puis russe et enfin biélorusse, spécialiste du lancer du marteau.
Champion olympique en 1988, et deux fois champion du monde, en 1983 et 1987, il a amélioré à trois reprises le record du monde du lancer du marteau.

## Biographie
Au niveau international, Sergey Litvinov représentait l'Union soviétique puis la Russie après 1991. En 2004, il a obtenu la citoyenneté de la Biélorussie.
Sergey Litvinov établit trois record du monde du lancer du marteau, le premier le 24 mai 1980 à Sotchi avec 81,66 m, le deuxième le 4 juin 1982 à Moscou avec 83,98 m et le dernier le 21 juin 1983, toujours à Moscou, avec 84,14 m. En 1986, il lance à 86,04 m, son record personnel et performance le classant en deuxième position des meilleurs performeurs de tous les temps, derrière le Soviétique Youri Sedykh.
Vice-champion olympique en 1980 à Moscou, derrière Youri Sedykh, troisième des championnats d'Europe 1982, il remporte la médaille d'or des premiers championnats du monde d'athlétisme, en 1983 à Helsinki, avec un lancer à 82,68 m. Il ne participe pas aux Jeux olympiques d'été de 1984 à Los Angeles pour cause de boycott de l'URSS. 
Médaillé d'argent des championnats d'Europe 1986, il conserve son titre mondial à l'occasion des championnats du monde de 1987, à Rome, où il s'impose avec la marque de 83,06 m.
En 1988, lors des Jeux olympiques de Séoul, Sergey Litvinov décroche son premier titre olympique en effectuant un lancer à 84,80 m, performance constituant toujours l'actuel record olympique.
C'est le père de l'athlète germano-biélorusse Sergey Litvinov, redevenu russe en 2011. Les deux hommes s'étaient distingués au début du scandale de dopage dans lequel est empêtrée la Russie, critiquant ouvertement les autorités russes et leur incapacité à réformer le système antidopage du pays, à la différence de nombreux autres sportifs russes jetant le blâme sur le Comité international olympique ou l'Agence mondiale antidopage.
Il meurt le 19 février 2018 à la suite d'une crise cardiaque à Sotchi.

## Palmarès
| Date                             | Compétition                      | Lieu                             | Résultat                         | Marque                           |
| Représentant l' Union soviétique | Représentant l' Union soviétique | Représentant l' Union soviétique | Représentant l' Union soviétique | Représentant l' Union soviétique |
| -------------------------------- | -------------------------------- | -------------------------------- | -------------------------------- | -------------------------------- |
| 1975                             | Championnats d'Europe juniors    | Athènes                          | 3e                               | 64,44 m                          |
| 1977                             | Championnats d'Europe juniors    | Donetsk                          | 2e                               | 68,76 m                          |
| 1979                             | Coupe d'Europe des nations       | Turin                            | 2e                               | 76,90 m                          |
| 1979                             | Coupe du monde des nations       | Montréal                         | 1er                              | 78,70 m                          |
| 1980                             | Jeux olympiques                  | Moscou                           | 2e                               | 80,64 m                          |
| 1982                             | championnats d'Europe            | Athènes                          | 3e                               | 78,66 m                          |
| 1983                             | Coupe d'Europe des nations       | Londres                          | 1er                              | 81,52 m                          |
| 1983                             | Championnats du monde            | Helsinki                         | 1er                              | 82,68 m                          |
| 1984                             | Jeux de l'Amitié                 | Moscou                           | 3e                               | 81,30 m                          |
| 1986                             | Goodwill Games                   | Moscou                           | 2e                               | 84,64 m                          |
| 1986                             | Championnats d'Europe            | Stuttgart                        | 2e                               | 85,74 m                          |
| 1987                             | Coupe d'Europe des nations       | Prague                           | 1er                              | 82,28 m                          |
| 1987                             | Championnats du monde            | Rome                             | 1er                              | 83,06 m                          |
| 1988                             | Jeux olympiques                  | Séoul                            | 1er                              | 84,80 m                          |
| Représentant la Russie           |                                  |                                  |                                  |                                  |
| 1993                             | Coupe d'Europe des nations       | Rome                             | 1er                              | 80,78 m                          |
| 1993                             | Championnats du monde            | Stuttgart                        | 7e                               | 78,56 m                          |